# 가와다 쇼료
가와다 쇼료(일본어: 河田小龍, 1824년 12월 25일 ~ 1898년 12월 19일)은 일본의 서양 화가이다. 통칭 도쿠다로(篤太郎) 라고도 불린다. 쇼료는 나카하마 만지로(中濱萬次郎:배가 표류되어 미국으로 떠내려간 뒤 미국의 문물을 배우고 귀국한 인물, 미국식 이름은 존 만지로(ジョン万次郎))의 표류 체험을 듣고 직접 그림을 넣어가며 엮은 책인 《효손기랴쿠(漂巽紀畧)》로 세상에 알려졌으며 에도 막부 타도 및 메이지 유신에 영향을 주었던 사카모토 료마(坂本龍馬)에게 서양의 문물에 대해 알려주고 여러 조언을 해 준것으로도 유명하다.